# Маргарита (графиня Анжу)
Маргарита Анжуйская (фр. Marguerite d'Anjou; 1273 — 31 декабря 1299) — старшая дочь короля Неаполя Карла II Анжуйского, графиня Анжу и Мэна (1290—1299), первая жена Карла Валуа, мать короля Франции Филиппа VI.

## Биография
Маргарита была старшей из дочерей неаполитанского короля Карла II Анжуйского и его жены Марии Венгерской, дочери венгерского короля Иштвана V и половецкой княжны Елизаветы.
В 1284 году отец Маргариты оказался в плену у арагонского короля Педро III. В 1288 году преемник Педро III, Альфонсо III, отпустил Карла II Анжуйского. Одним из условий освобождения было обязательство Карла II Анжуйского убедить Карла Валуа, сына французского короля Филиппа III, отказаться от арагонской короны, дарованной ему папой Мартином IV.
16 августа 1290 года в Корбее был заключен брак между Карлом Валуа и Маргаритой Анжуйской. В приданое дочери Карл II Анжуйский отдавал графства Анжу и Мэн, а взамен Карл Валуа отказывался от претензий на Арагон. На брак потребовалось особое разрешение папы Николая IV, поскольку жених приходился невесте троюродным братом.
Брак продлился девять лет. Маргарита умерла в возрасте 26 лет 31 декабря 1299 года. После её смерти Карл Валуа стал единоличным хозяином Анжу и Мэна. В 1301 году он вступил в новый брак, взяв в жены кузину Маргариты Екатерину де Куртене.

## Семья
В браке Маргариты Анжуйской и Карла Валуа родилось шесть детей:
- Изабелла (1292—1309), в 1297 году вышла за Жана III Доброго, герцога Бретани.
- Филипп VI (1293—1350), граф Валуа, Анжу и Мэна, с 1328 года король Франции, основатель королевской династии Валуа.
- Жанна (ок. 1294—1342), в 1305 году вышла за Вильгельма I д’Авена (1286—1337), графа Эно, Голландии и Зеландии.
- Маргарита (ок. 1295—1342), в 1310 году вышла за Ги де Шатильона, графа Блуа.
- Карл II (1297—1346), граф Алансона и Перша.
- Екатерина (1299—1300).